# E85
L'E85 és una carretera europea de l'est d'Europa.
S'inicia a Klaipėda (Lituània) i es dirigeix cap al sud a través d'Ucraïna, Romania i Bulgària fins a arribar a Alexandròpolis, a Grècia.
Amb una longitud de 2.300 km, l'E85 passa per les ciutats següents: Klaipėda - Kaunas - Vílnius - Lida - Slonim - Kobrin - Dubno - Ternopil' - Chernivtsi -Siret - Suceava - Roman - Fălticeni - Bacău - Adjud - Focşani - Râmnicu Sărat - Buzău - Urziceni - Bucarest - Giurgiu - Rousse - Biala - Veliko Tarnovo - Stara Zagora - Haskovo - Svilengrad - Ormenio - Kastanies - Didymoteicho - Alexandròpolis.